# Acapulco Diamante
Acapulco Diamante, también conocida como Punta Diamante, es una de las tres zonas turísticas en las que se divide el puerto de Acapulco, en la costa sur de México. 
Esta es la parte más nueva y con mayor desarrollo e inversión del puerto, conformada por exclusivos hoteles y resorts de cadenas internacionales, complejos residenciales, condominios de lujo y villas privada, espás, restaurantes, zonas comerciales y varios campos de golf. 
Debido a que cuenta con grandes cadenas hoteleras, la convierte en una de las zonas más exclusivas del país y Latinoamérica, comparada a Punta del Este o Viña del Mar, por sus características similares. Inicia en la carretera Escénica en Las Brisas, incluye Puerto Marqués y Punta Diamante y se extiende hasta la Playa de Barra Vieja. Se encuentra a a 10 minutos del Aeropuerto Internacional de Acapulco y después de la zona dorada cuenta con la mayor concentración de cuartos de hotel en Acapulco.

## Historia
El 29 de agosto de 1987, en el gobierno del presidente Miguel de la Madrid, se inició la expropiación de 265 hectáreas en Puerto Marqués, para el inicio del desarrollo turístico que inicialmente se llamó Punta Diamante.
El secretario de Desarrollo Urbano y Ecología, Manuel Camacho Solís, y el gobernador de Guerrero, José Francisco Ruiz Massieu, dieron a conocer la expropiación. Entonces Ruiz Massieu dijo que el Acapulco tradicional era rescatado; que la zona dorada estaba saturada y que la zona conocida como Diamante, que va de Las Brisas, pasa por Puerto Marqués y termina en el fraccionamiento Copacabana, es la apuesta como destino de playa. En 1996, Punta Diamante creció con el desarrollo inmobiliario y turístico de gran nivel.

## Descripción
En esta zona se ubican exclusivos hoteles y resorts de cadenas internacionales y numerosos desarrollos residenciales y condominios de lujo, a 10 minutos del Aeropuerto Internacional de Acapulco. Esta área cuenta con todos los conocidos centros comerciales, cadenas departamentales y de servicios, y grandes complejos turísticos entre los que se encuentra Mundo Imperial, con un centro de convenciones y exposiciones, un foro de espectáculos, además del complejo residencial y comercial "La Isla".
Sobre la Av. Escénica se encuentra gran parte de la vida nocturna de Acapulco, con las mejores discotecas y restaurantes de lujo de cocina internacional y mexicana. Entre los atractivos que se encuentran en esta zona también están la Bahía de Puerto Marqués, con sus aguas mansas y su gran diversidad de deportes acuáticos, Playa Revolcadero, Playa Diamante y la Playa Bonfil para el surfing. Esta área cuenta además con 4 campos de golf de 18 hoyos (par 78 de Campeonatos) y es también sede de grandes espectáculos musicales y de famosos eventos deportivos como el Abierto Mexicano de Tenis. 

## Sitios de interés
- Mundo Imperial
- La Isla Acapulco (Centro comercial)
- Princess Mundo Imperial
- Fórum de Mundo Imperial
- Capilla Ecuménica de la Paz
- Puerto Marqués
- Estadio Mextenis, sede del Abierto Mexicano de Tenis.
- Aeropuerto Internacional de Acapulco
- Banyan Tree Cabo Marques Hotel
- Hotel Encanto Acapulco
- Barra Vieja
- Las Brisas Hotel
- Jardín Botánico.[3]
- Xtasea Tirolesa.[4]

Sitios de interés
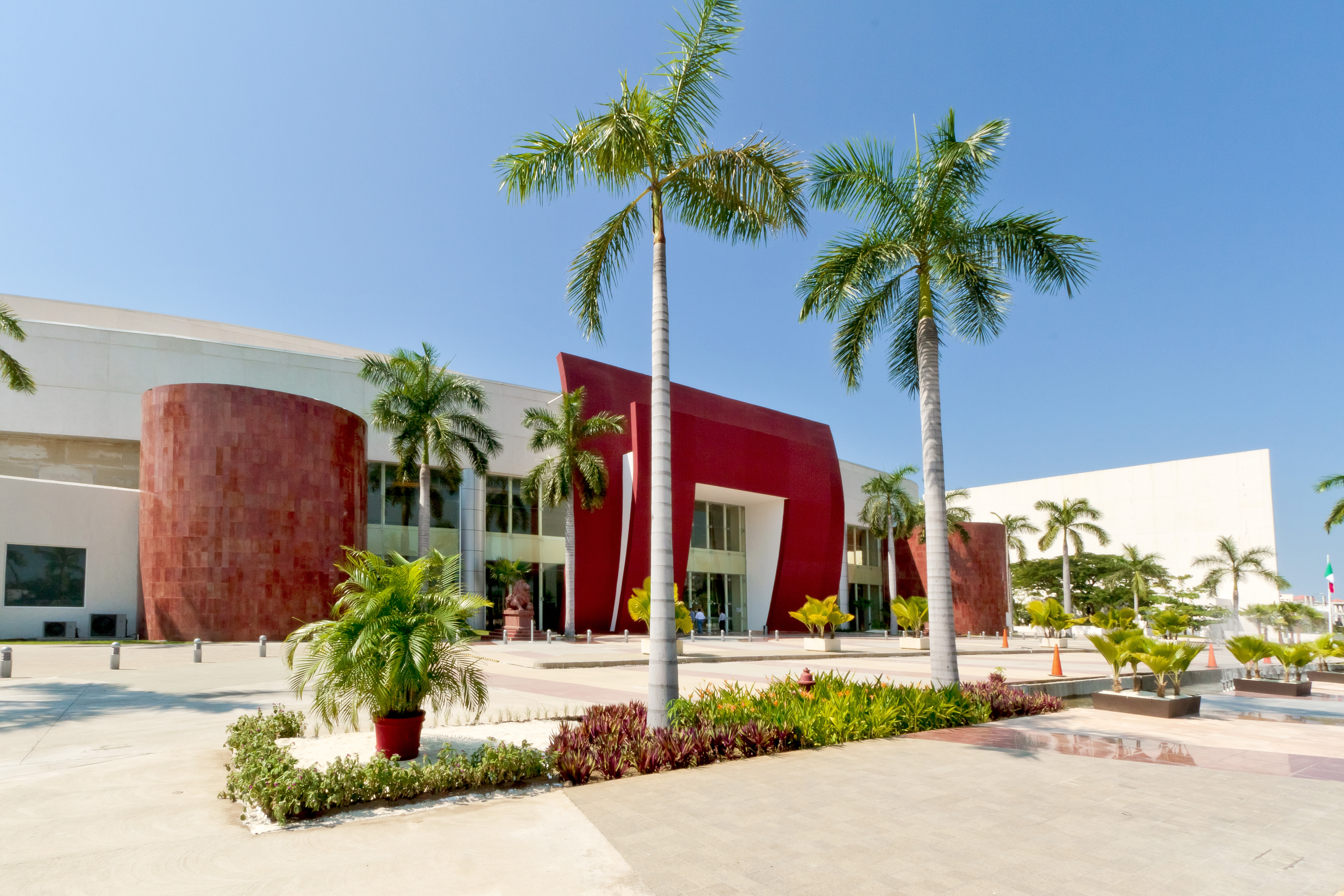
Expo mundo imperial.
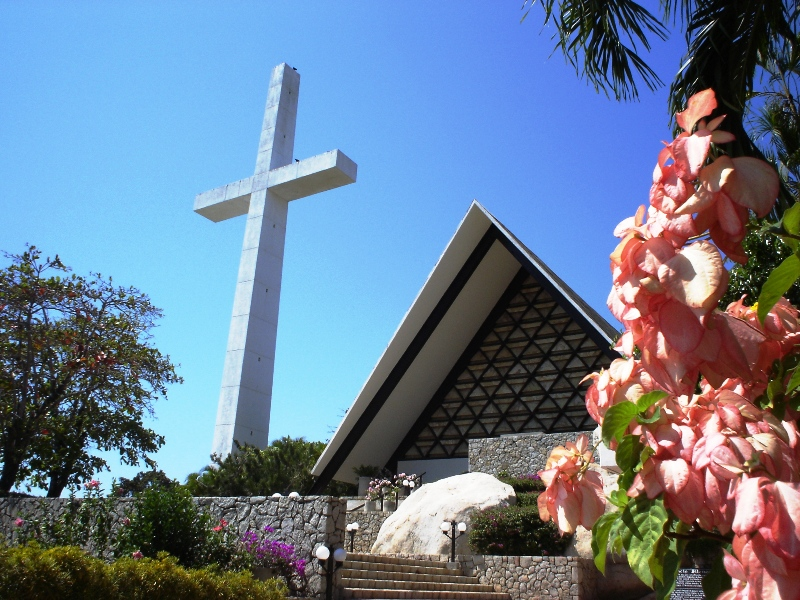
Capilla Ecuménica de la Paz.
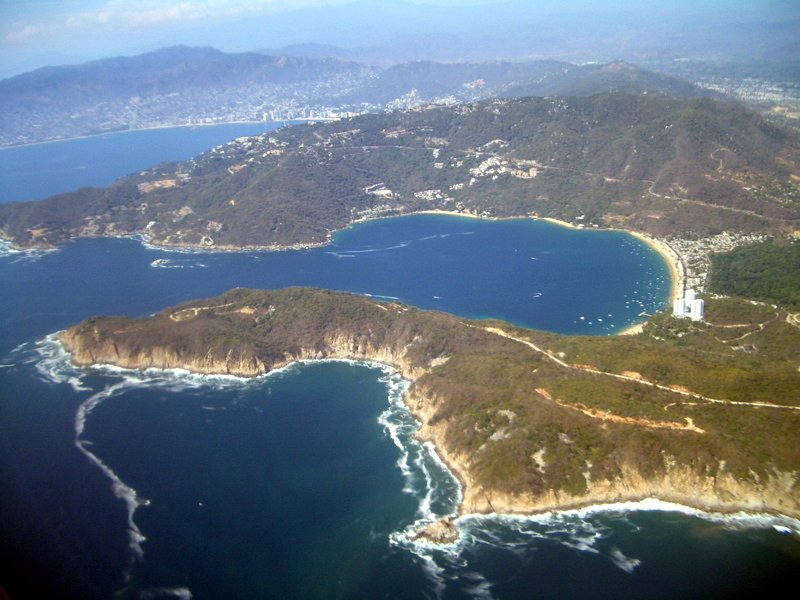
Puerto Marqués.
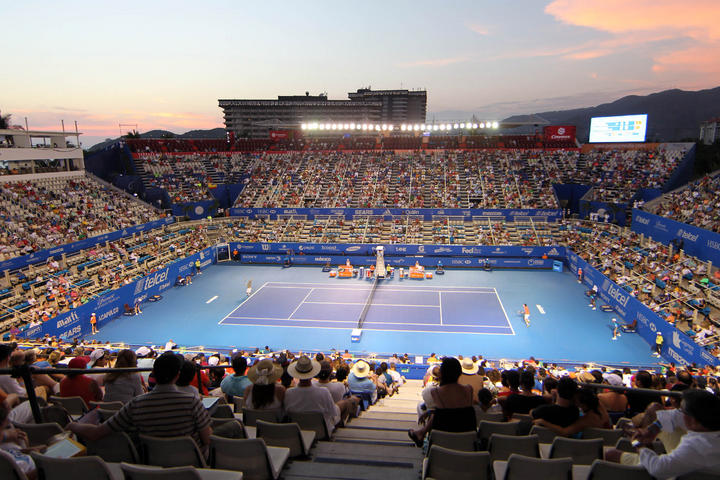
Estadio Mextenis.
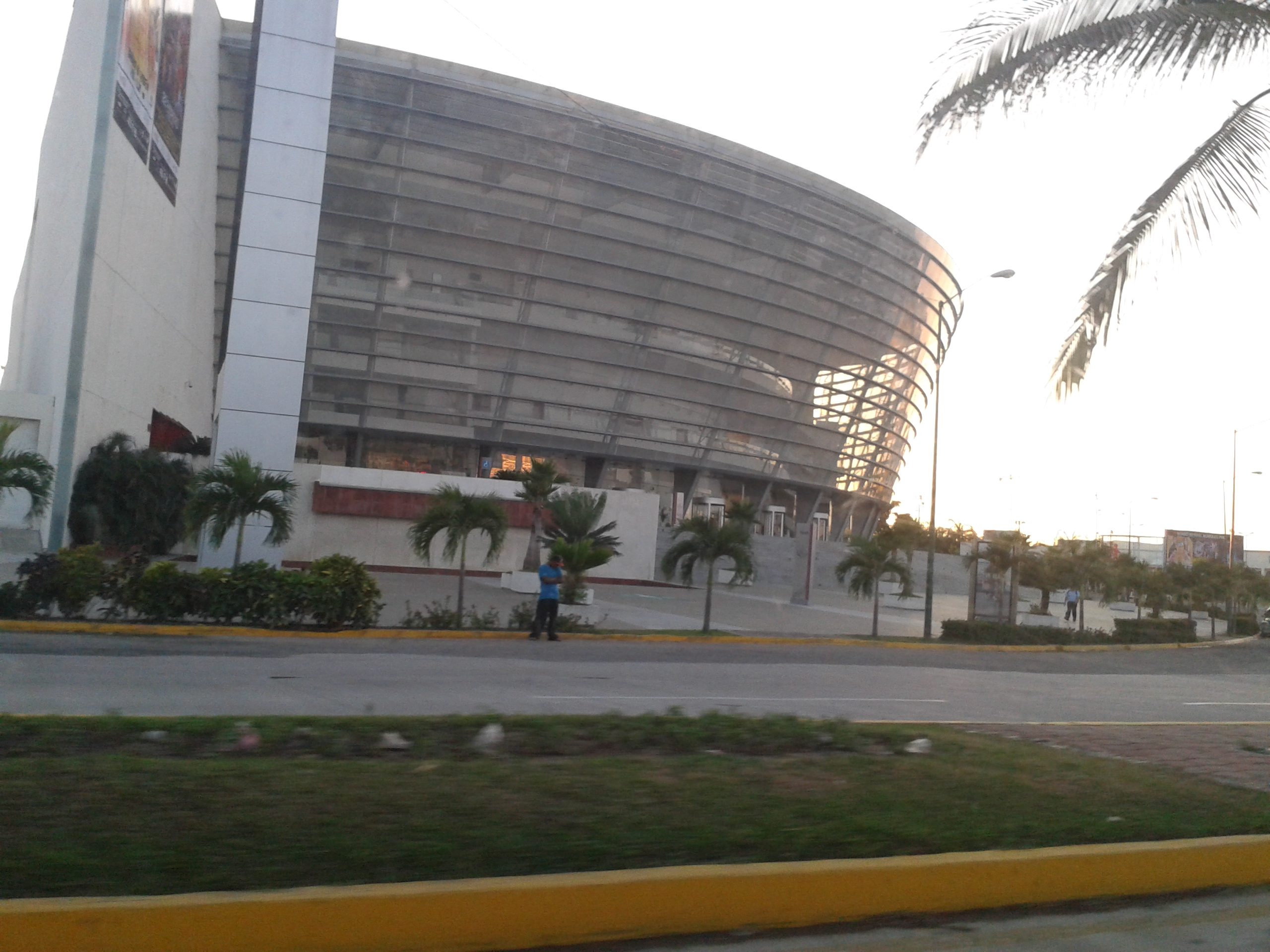
Fórum de Mundo Imperial.
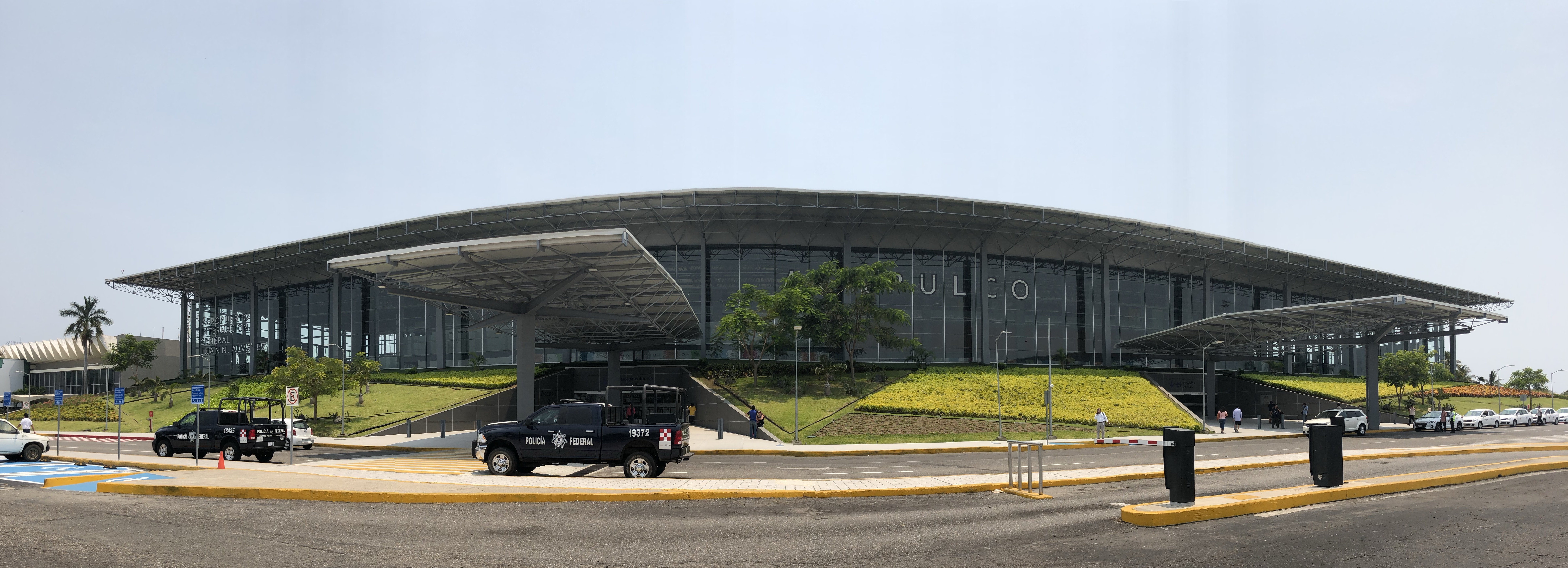
Aeropuerto Internacional de Acapulco.

### Playas
- Playa de Puerto Marqués
- Playa Majahua
- Playa Pichilingue
- Playa Revolcadero
- Playa de Barra Vieja
- Playa la Bonfil
- Laguna de Tres Palos

Playas
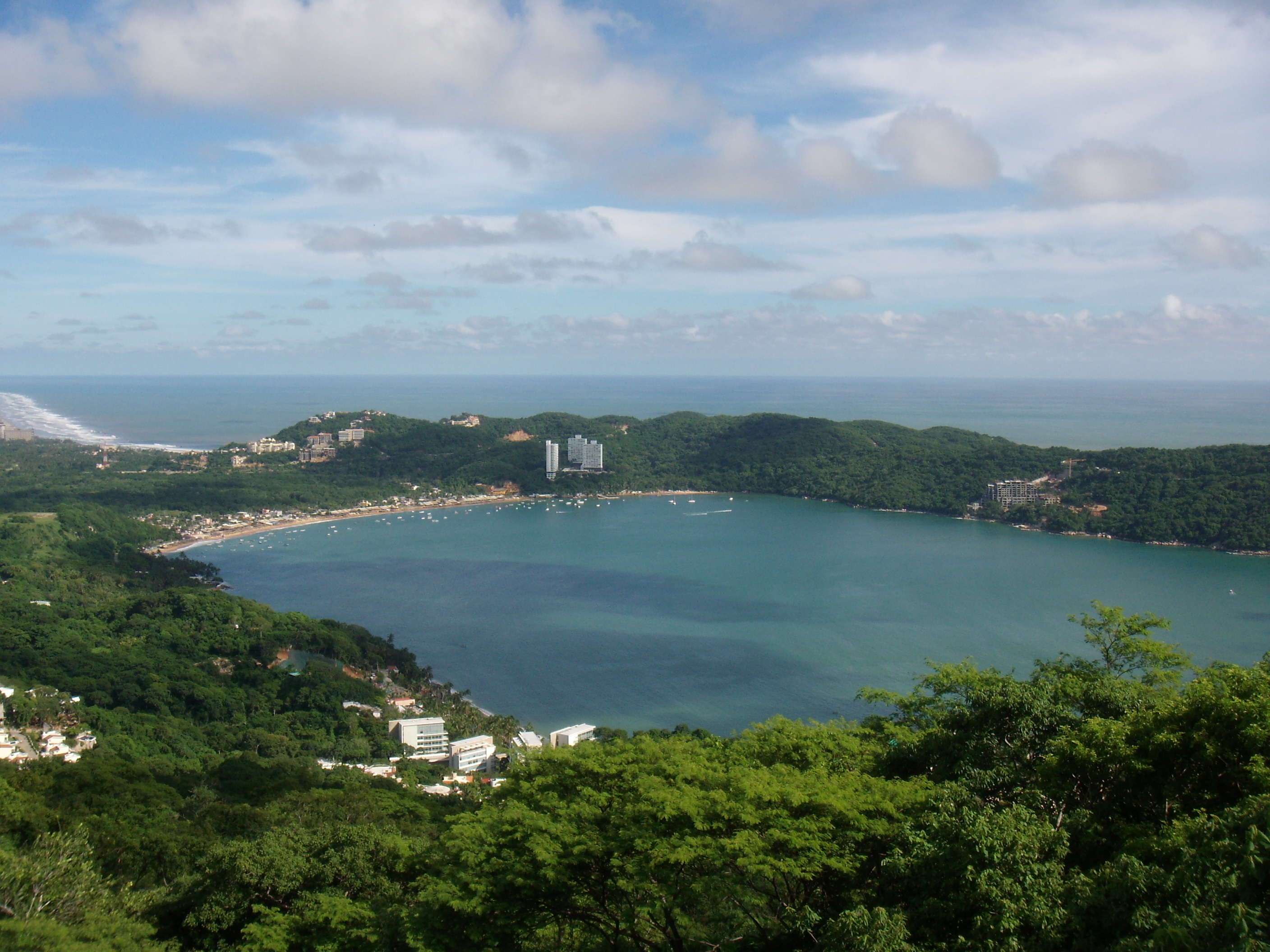
Playa de Puerto Marqués.
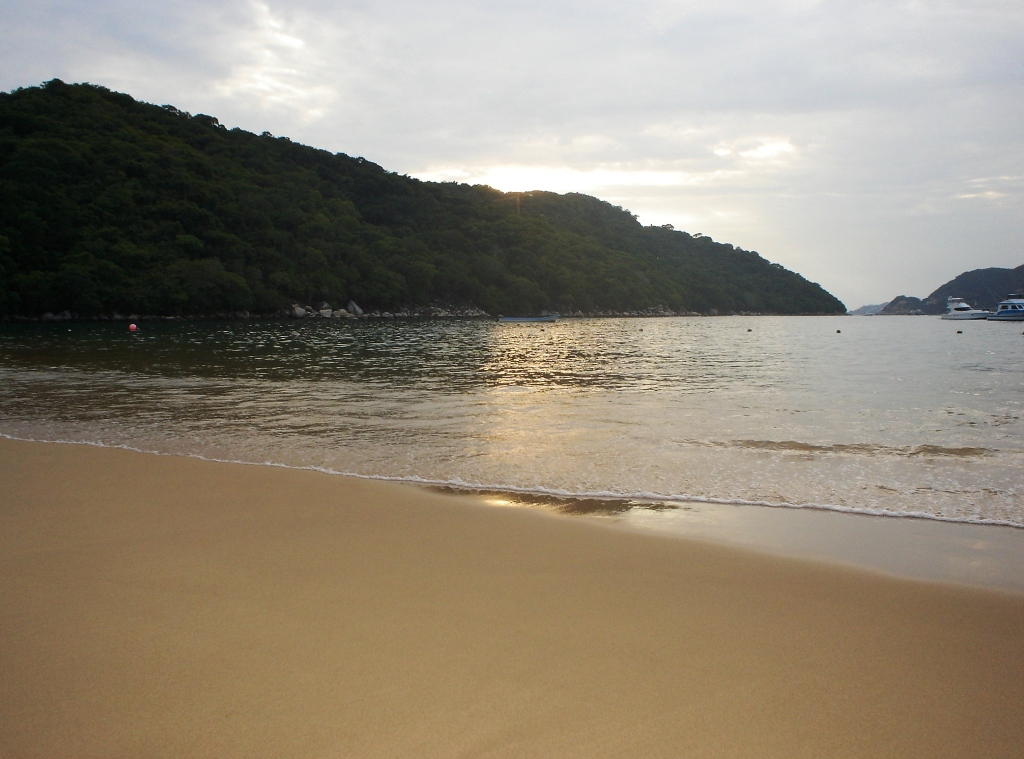
Playa Majahua.
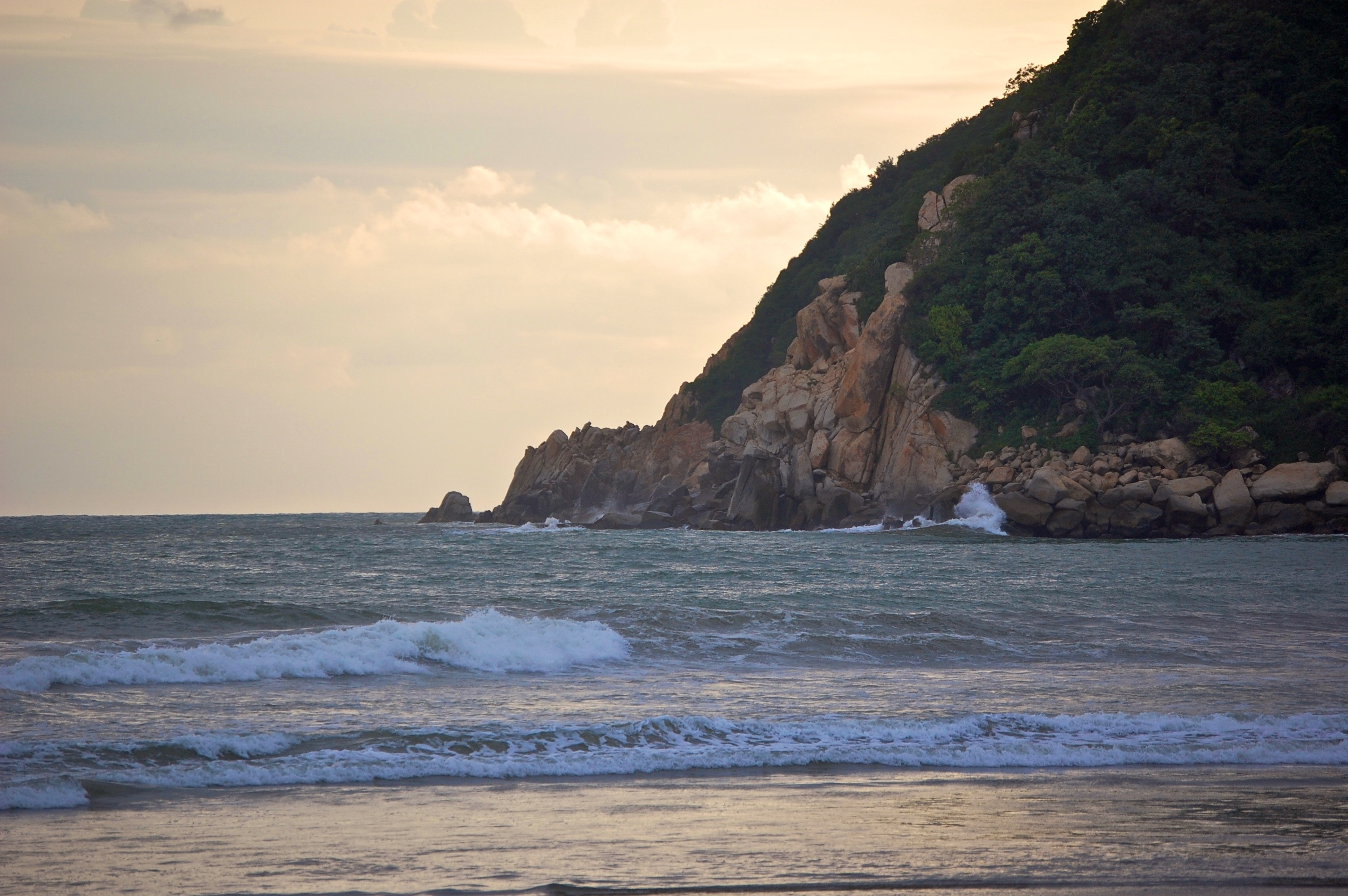
Playa Revolcadero
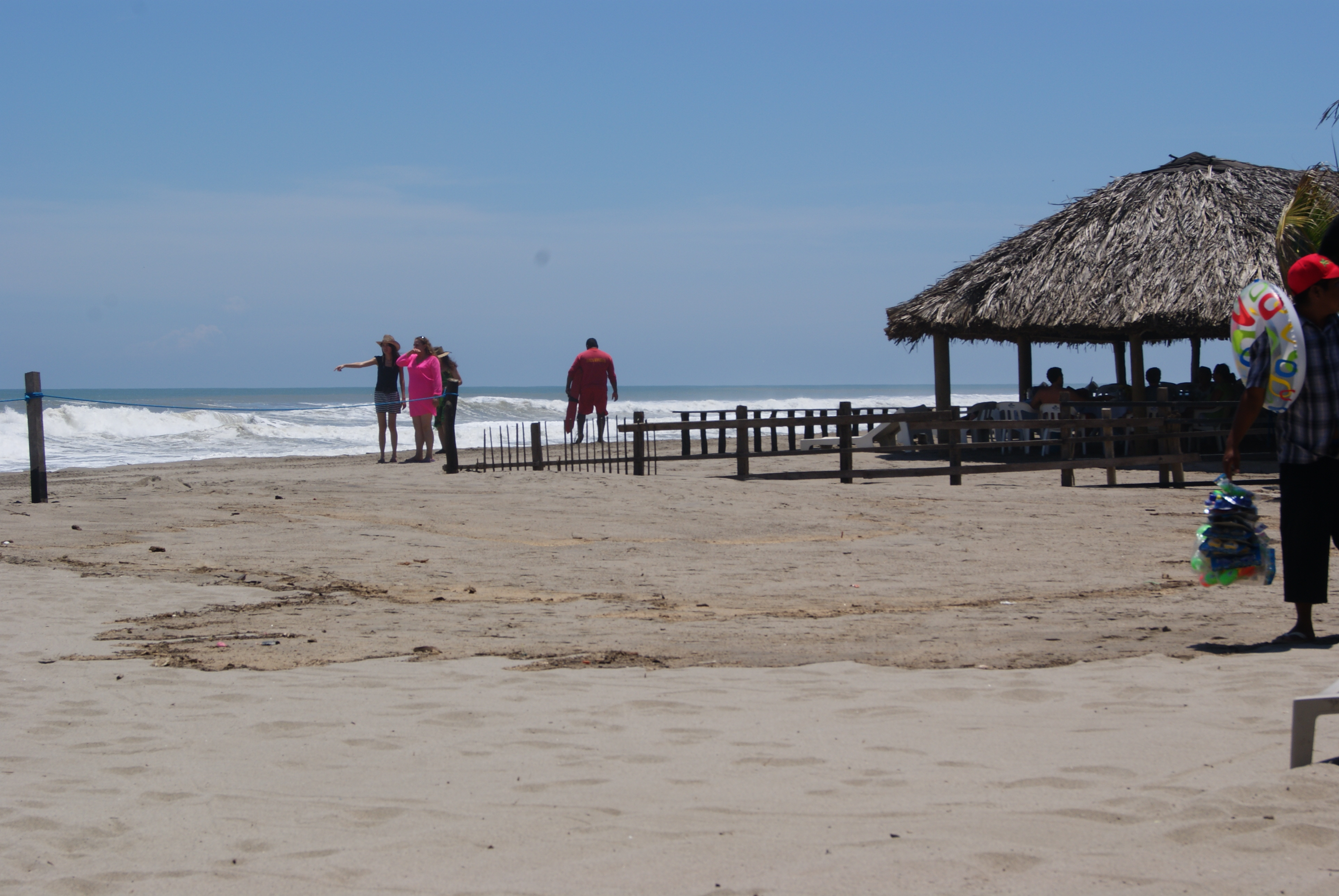
Playa de Barra Vieja.